# Нило-Столобенская пустынь
Ни́ло-Столобе́нская пу́стынь (Ни́лова пу́стынь) — православный мужской монастырь, расположенный на острове Столо́бном и частично на полуострове Све́тлица, в 10 километрах к северу от города Осташкова, на озере Селигер. По дороге от Осташкова до монастыря около 25 километров.

## История

### Происхождение названия
Относительно названия острова — «Столо́бный» — существуют две версии. По первой, он получил название из-за своей формы, похожей на столб, а по второй, на нём в древности существовало капище, и стоял языческий жертвенный столб.

### Преподобный Нил
Преподобный Нил Столобенский родился в конце XV столетия недалеко от Великого Новгорода. Как его звали в миру, сейчас неизвестно, как и то, кем были его родители. Известно, что после их смерти он отправился в Иоанно-Богословский Крыпецкий монастырь, который находится около Пскова. Там он принял постриг под именем Нил в честь преподобного Нила Постника.
В 1515 году преподобный Нил покинул Крыпецкий монастырь и срубил в лесу во Ржевском уезде у реки Серемхи небольшую келью. Жил уединённо, питался травами и дубовыми желудями, всё время проводил в молитвах.
По преданию, однажды к преподобному Нилу пришли разбойники, решившие его убить. Однако он, сотворив молитву, вышел к ним с иконой Пресвятой Богородицы. Разбойникам привиделось, что преподобный окружён множеством вооружённых людей. В ужасе они упали к его ногам, раскаялись и стали просить прощения.
Постепенно слава об отшельнике разнеслась по окрестным селениям. Люди стали приходить к нему, прося молитв и наставлений. Такая молва стала тяготить преподобного, и через 13 лет после поселения у реки Серемхи, в 1528 году, он перебрался на новое место — остров Столобный на озере Селигер, в семи верстах от Осташкова. Первый год он жил в выкопанной землянке, потом построил себе келью и часовню для молитв. По легенде, дьявол насылал различные напасти на отшельника — пожары, нападения разбойников, пытался сбросить его келью в озеро. Однако преподобный Нил оставался непреклонен, преодолевая все нападения молитвой и верой.
Преподобный Нил прожил на острове 27 лет и перед смертью завещал построить на этом месте монастырь, что и было позже сделано.
Существует поверье, что преподобный Нил дал обет нележания, в связи с чем никогда не находился в горизонтальном состоянии. И даже спал, подвесив себя за плечи верёвками или на крюках, вбитых в стену.
В 1555 году Нил преставился и был погребён на острове Столобном. В 1594 году с разрешения патриарха Иова была открыта монашеская обитель. Так началась история мужского монастыря Нило-Столобенской пустыни. Основателем монастыря был иеромонах Герман.

### Монастырь

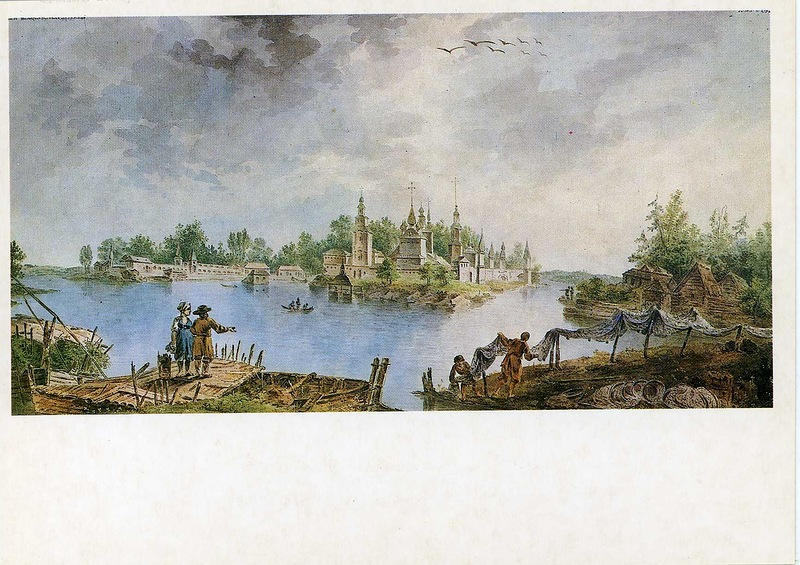
На ведуте 1789 года

По кончине преподобного Нила близ его могилы на острове стали селиться отшельники-молитвенники, ими и был основан монастырь.
До революции 1917 года Нило-Столобенский монастырь был в числе самых почитаемых в России, ежегодно сюда приезжали тысячи людей. В 1820 году обитель посетил император Александр I. В 1858 году вокруг острова соорудили гранитную набережную.
В начале XX века число постоянно живущих насельников достигало 1000 человек, на территории монастыря была даже своя больница.
В 1919 году все церковные ценности были изъяты, мощи преподобного Нила вскрыты. Монастырь действовал до 1927 года, в дальнейшем он пережил несколько изменений. На конец 1980-х годов значительная часть построек была либо утрачена, либо находилась в полуразрушенном состоянии. В разные годы в Нило-Столобенской пустыни находились:

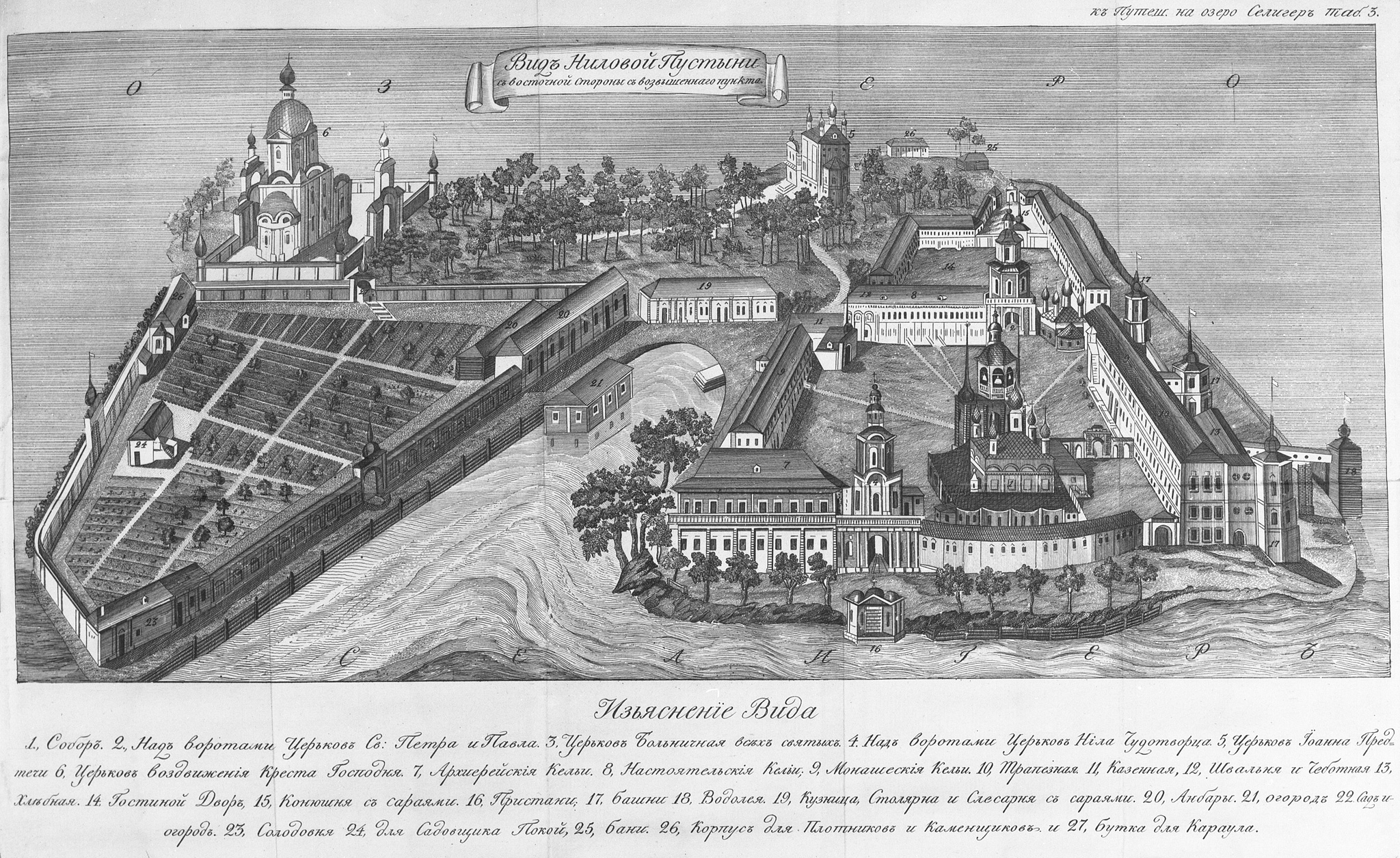
План монастыря в начале XIX века

- в 1927—1939 — трудовая коммуна, колония для малолетних преступников;
- в 1939—1940 — лагерь для польских военнопленных;
- в 1941—1945 — госпиталь;
- в 1945—1960 — снова колония;
- в 1960—1971 — дом престарелых;
- в 1971—1990 — турбаза.

В 1990 году комплекс Нило-Столобенской пустыни передали Русской православной церкви.
В 1995 году в монастырь возвращены мощи преподобного Нила.

## Храмы монастыря

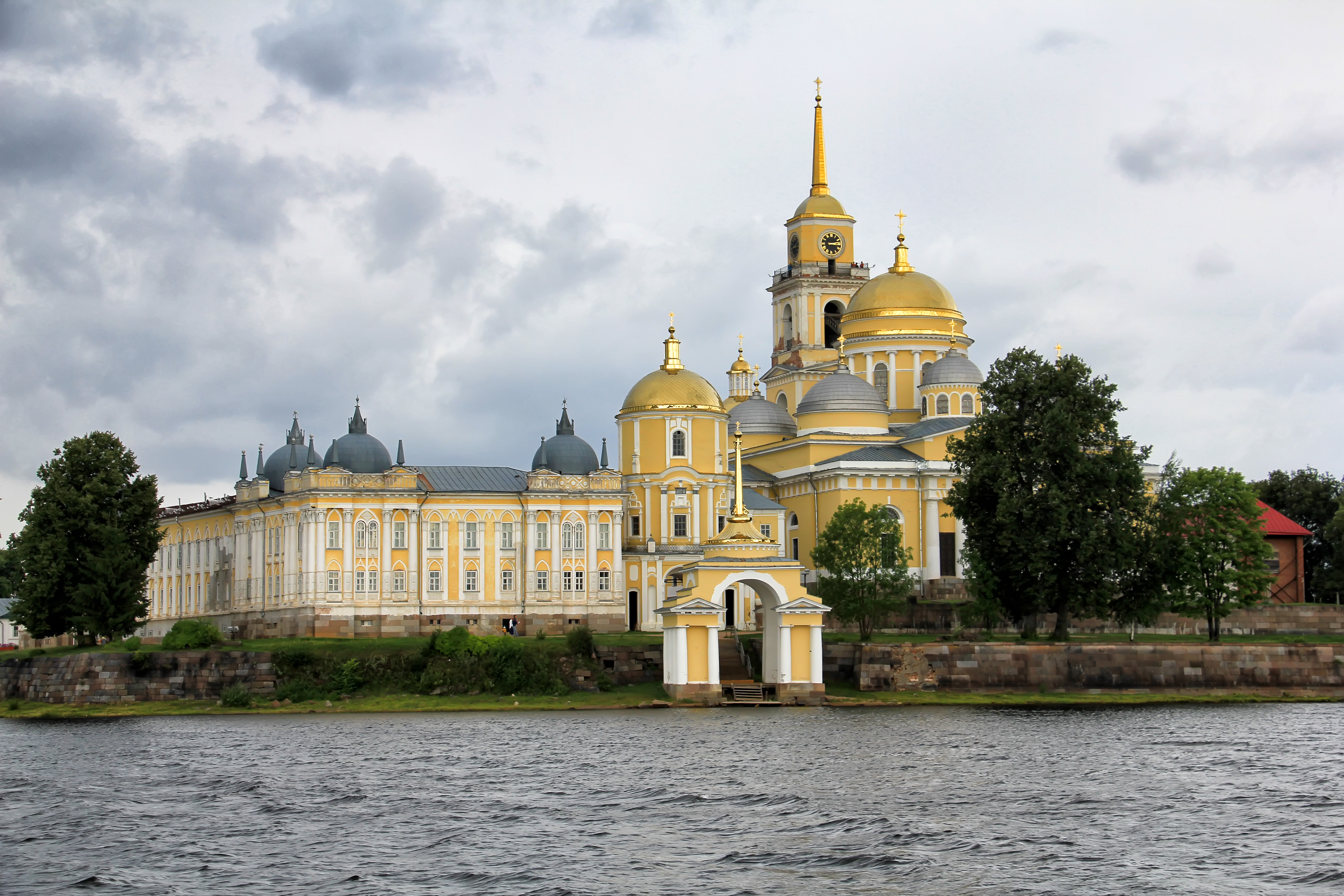
Нило-Столобенская пустынь

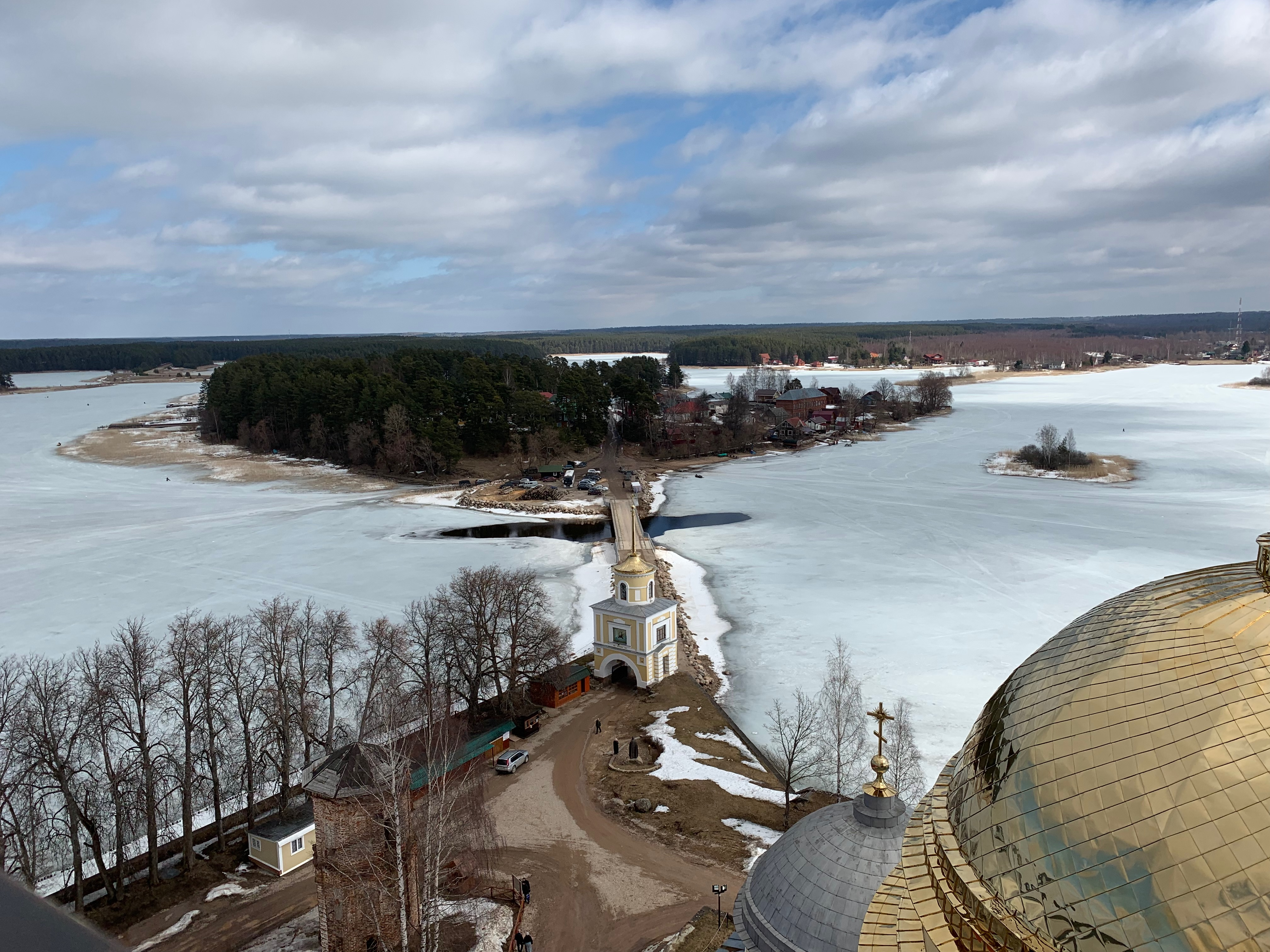
Вид на Селигер с колокольни в Ниловой Пустыни

- Богоявленский собор. Начало постройки — 1671 год, окончание работ по отделке — 1833. Серебряные ворота для собора отливались по эскизам Якова Колокольникова-Воронина. В храме открыто покоятся мощи преподобного Нила, открытые в 1667 году и возвращённые в 1995-м. Внутренняя роспись практически полностью утрачена.
- Надвратный храм во имя первоверховных апостолов Петра и Павла.
- Крестовоздвиженский храм стоит в стороне от основного монастырского комплекса. В этой церкви проходили обряды крещения, не выполняющиеся в основных храмах монастырей.
- Надвратный храм во имя преподобного Нила.
- Храм во имя Всех Святых, бывший до 1833 года соборным, позже — больничный. Одна из самых старых построек монастыря. В настоящее время практически полностью разрушен, восстанавливается.
- Церковь во имя святого Иоанна Предтечи и Покрова Богородицы, построенная на месте пещеры преподобного Нила. В 1939 году полностью разрушена, кирпичи пошли на дамбу, соединяющую остров с «большой землёй». В настоящее время на месте храма проводятся раскопки.

## Чудотворная скульптура святого
В музее «Наследие преподобного Нила», расположенном на территории Нило-Столобенской пустыни, находится изваяние «Нил Столобенский» — вырезанная из дерева и раскрашенная скульптура, почитаемая как чудотворная. Предположительно, она создана в 1770—1780-е годы. Скульптурный образ преподобного был выполнен для Покровского храма церкви Иоанна Предтечи Нило-Столобенской пустыни. Заведующая сектором научно-методической и педагогической работы Центрального музея древнерусской культуры и искусства имени Андрея Рублёва, доктор искусствоведения Тамара Барсегян предположила, что её автором мог быть лепщик, работавший над украшением храмов города Осташкова, Нило-Столобенской пустыни и Валаамского монастыря Кондратий Семёнович Конягин.

## Жизнь в монастыре

Внешнее каре монастыря,
ноябрь 2012 года

По состоянию на ноябрь 2012 года в монастыре было около 50 насельников, около 20 — в священном сане.
Монастырь имеет несколько подворий, в том числе в Торжке. В монастыре работают свечной, молочный и столярный цеха, есть коровник, конюшня, пасека, в церковной лавке можно купить освящённый мёд. У монастыря есть своя ювелирная мастерская (возрождённый промысел). Монастырь ведёт торговлю на православных ярмарках в Москве. В монастыре действует гостиница для паломников.

## Настоятели
Строители
- Герман Столобенский (1594—1614)
- Нектарий (Теляшин) (1614—1636)

Игумены
- Дорофей (18 марта 1636—1647)
- Нектарий (Теляшин) (1647—1667)
- Александр (1672—1679)
- Пахомий (Рукомойкин) (1679—1696)
- Аарон (Еропкин) (1696—1700)
- Паисий Бартенев (1711—1716)[5]
- Иларион (3 марта 1724—1734)[6]
- Авраамий (1734—1738)[6]
- Варлаам (1739—1741)[6]
- Досифей (1741—1742)[6]
- Пахомий (1743)[6]
- Иоасаф (1749)[6]
- Владимир (1751)[6]
- Александр (1754)[6]

Архимандриты
- Феодосий (Добрый) (упом. 1755 — 1774)[6]
- Феодосий (Буйков) (1774 — 1781)[6]
- Иоанникий (Бураковский) (30 ноября 1781 — 20 мая 1789)[7]
- Иоанн (Терликов) (1789—1797)
- Анастасий (Щепетильников) (29 июня 1797 — 28 октября 1798)
- Иоасаф (Сретенский) (1798—1800)
- Нектарий (Верещагин) (1800—1801)[6]
- Павел (1801—1840)[6]
- Агапит (1840—?)[6]
- Арсений (1871—14 февраля 1897)[8]
- Василий (Бирюков) (3 апреля 1912 — 4 июля 1916)
- Гавриил (Абалымов) (1918—1920)
- Иоанникий (Попов) (1922—1928)
- Амвросий (Ермаков) (с 22 ноября 2020)

Наместники
- Вассиан (Шуста) (1991—2010)
- Аркадий (Губанов) (с 31 мая 2010 по 25 августа 2020)[9]
- Стефан (Тараканов), заместитель председателя Синодального отдела по монастырям и монашеству (с 13 апреля 2021 года[10])

## Галерея

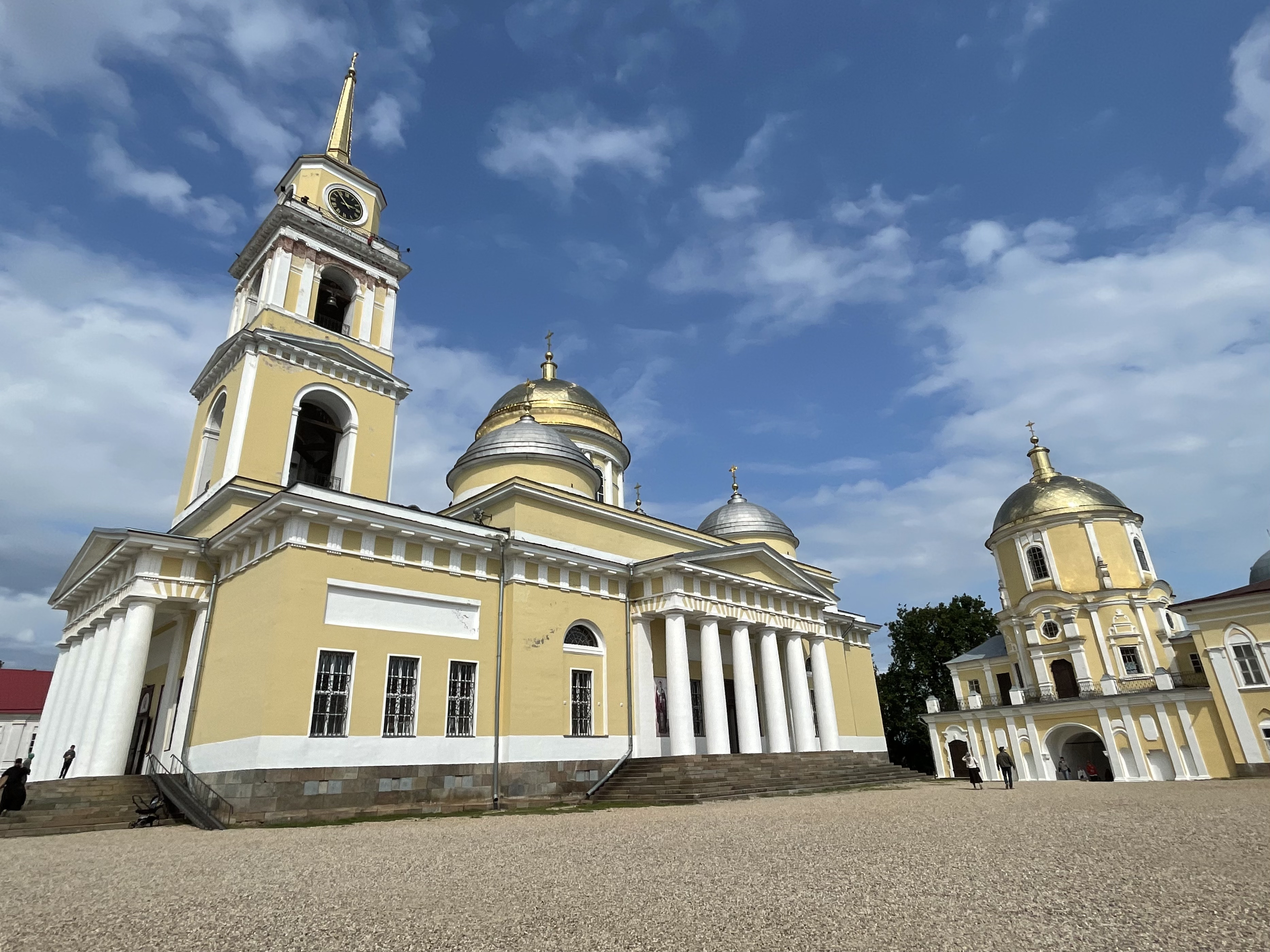
Нило-Столобенская пустынь и Богоявленский собор
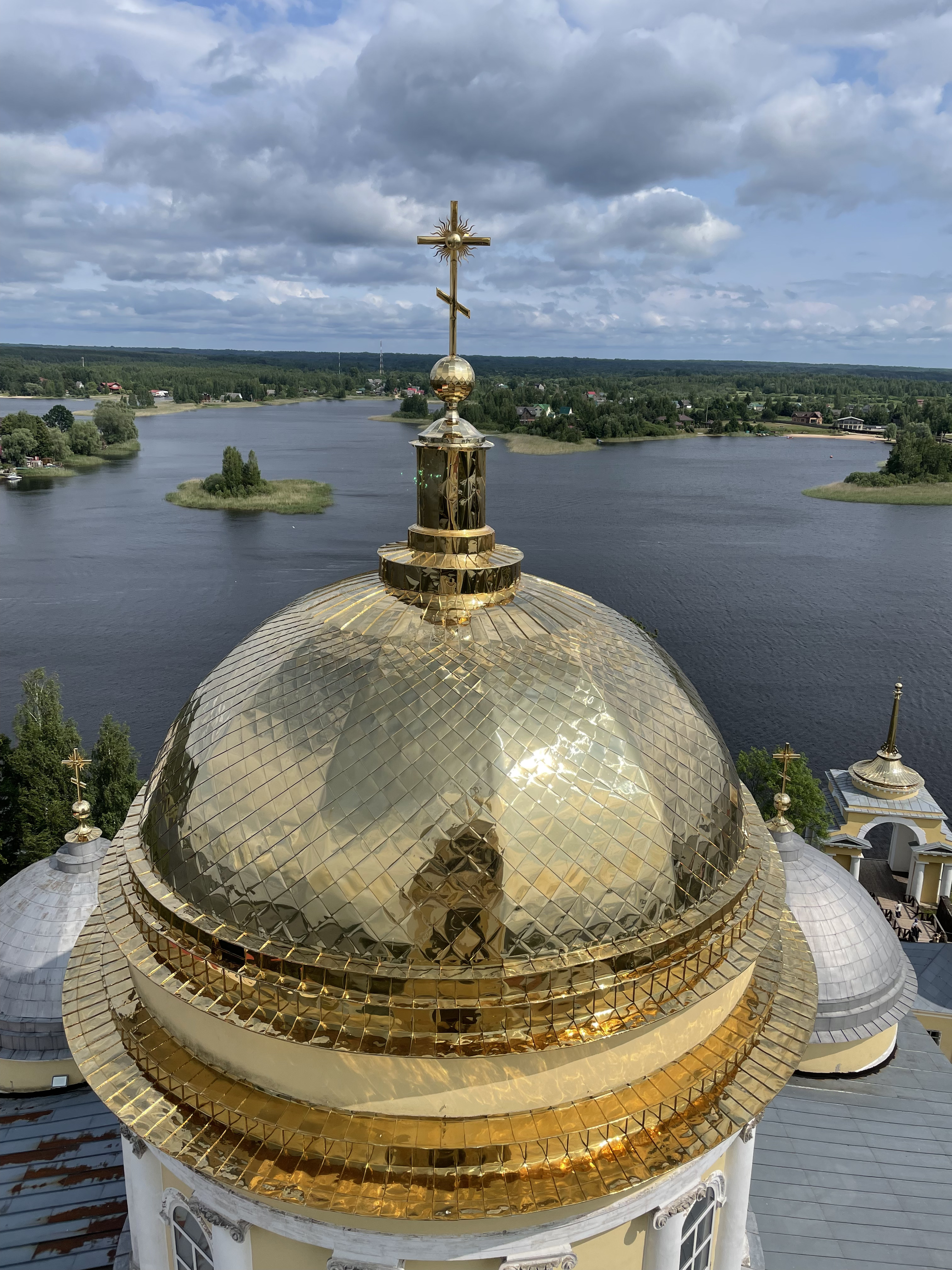
Центральный купол Богоявленского собора Нило-Столобенской пустыни
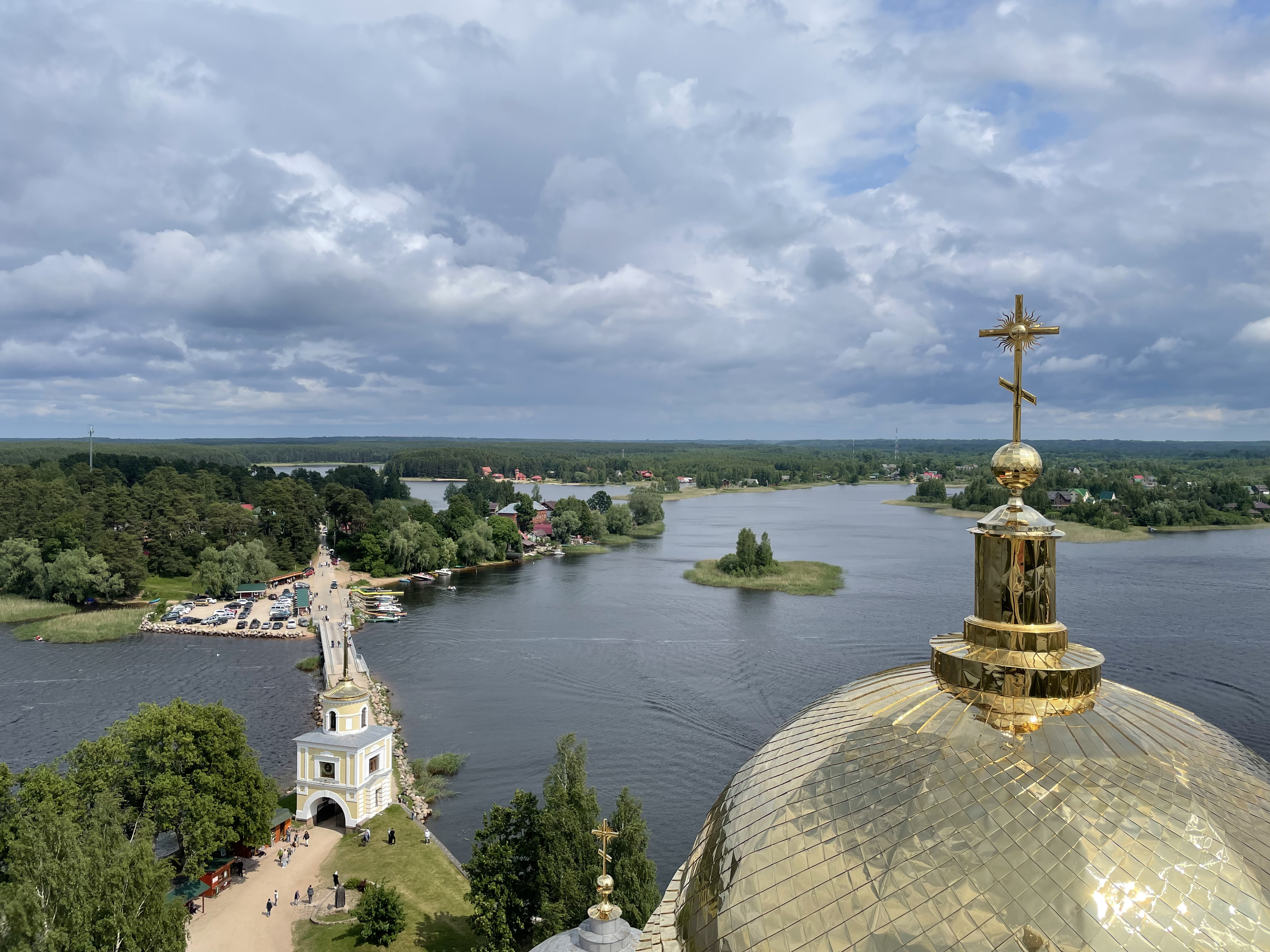
Вид на Селигер с колокольни в Ниловой пустыни, лето
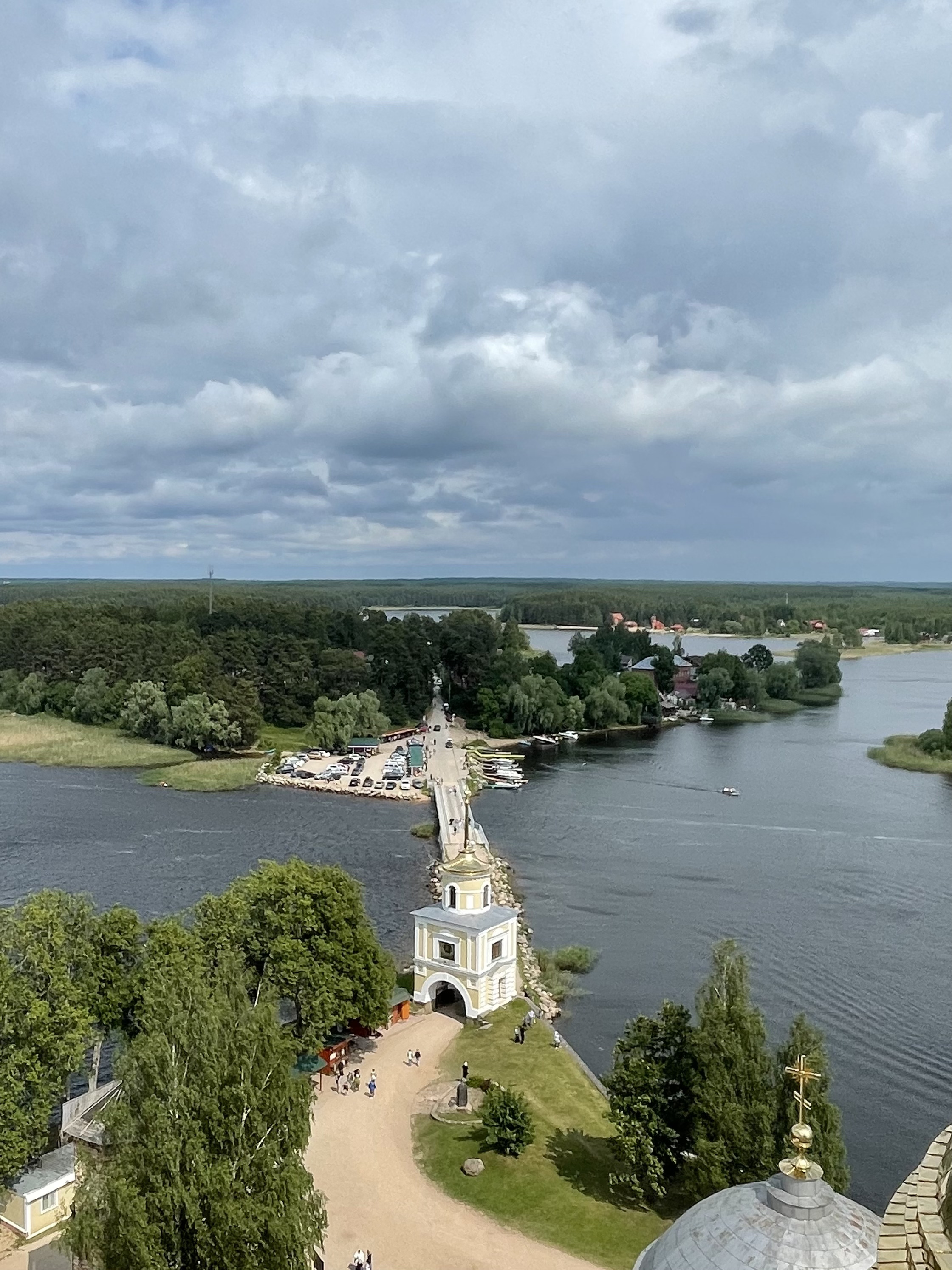
Мост к Нило-Столобенской пустыни
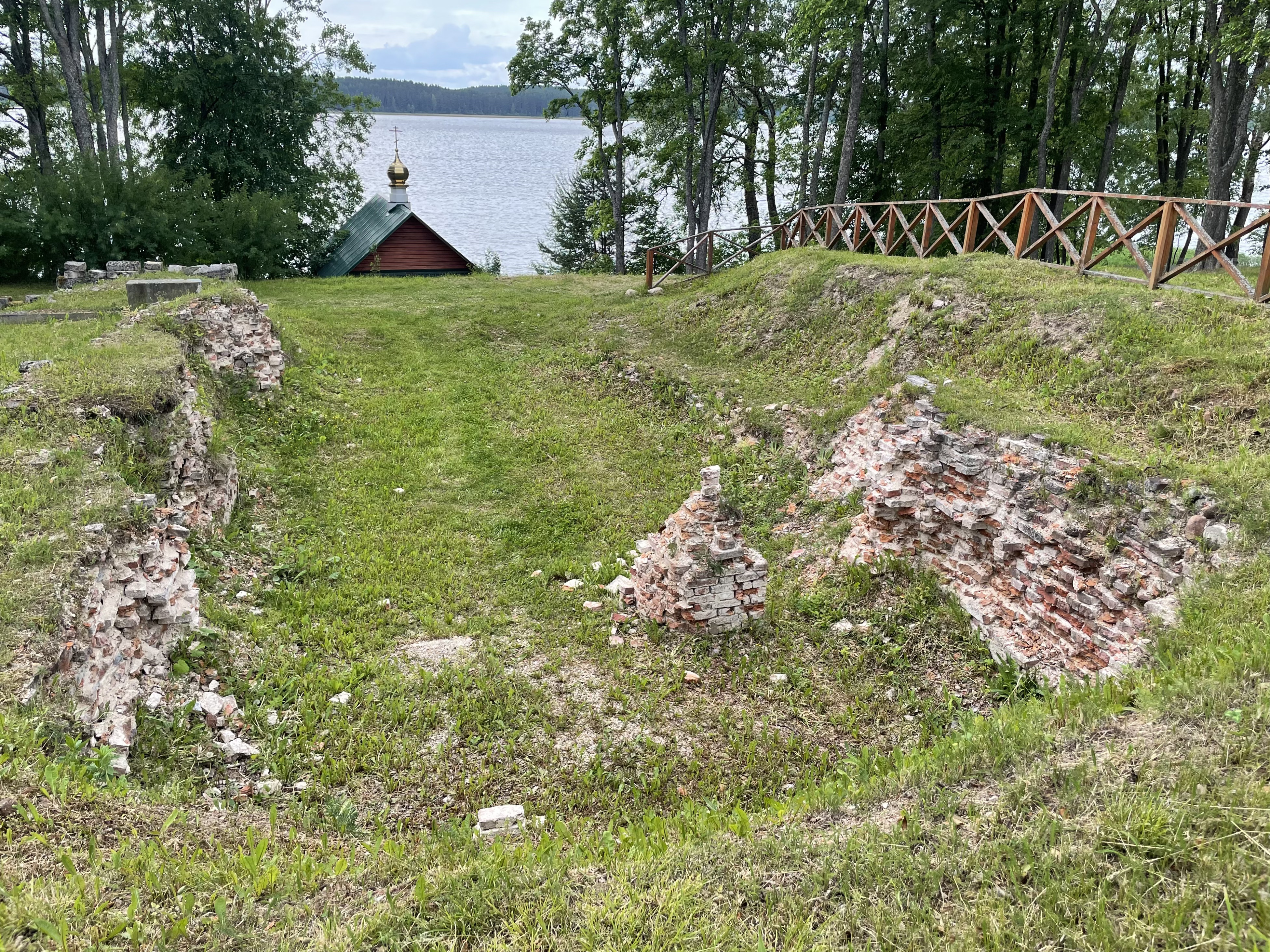
Руины церкви святого Иоанна Предтечи
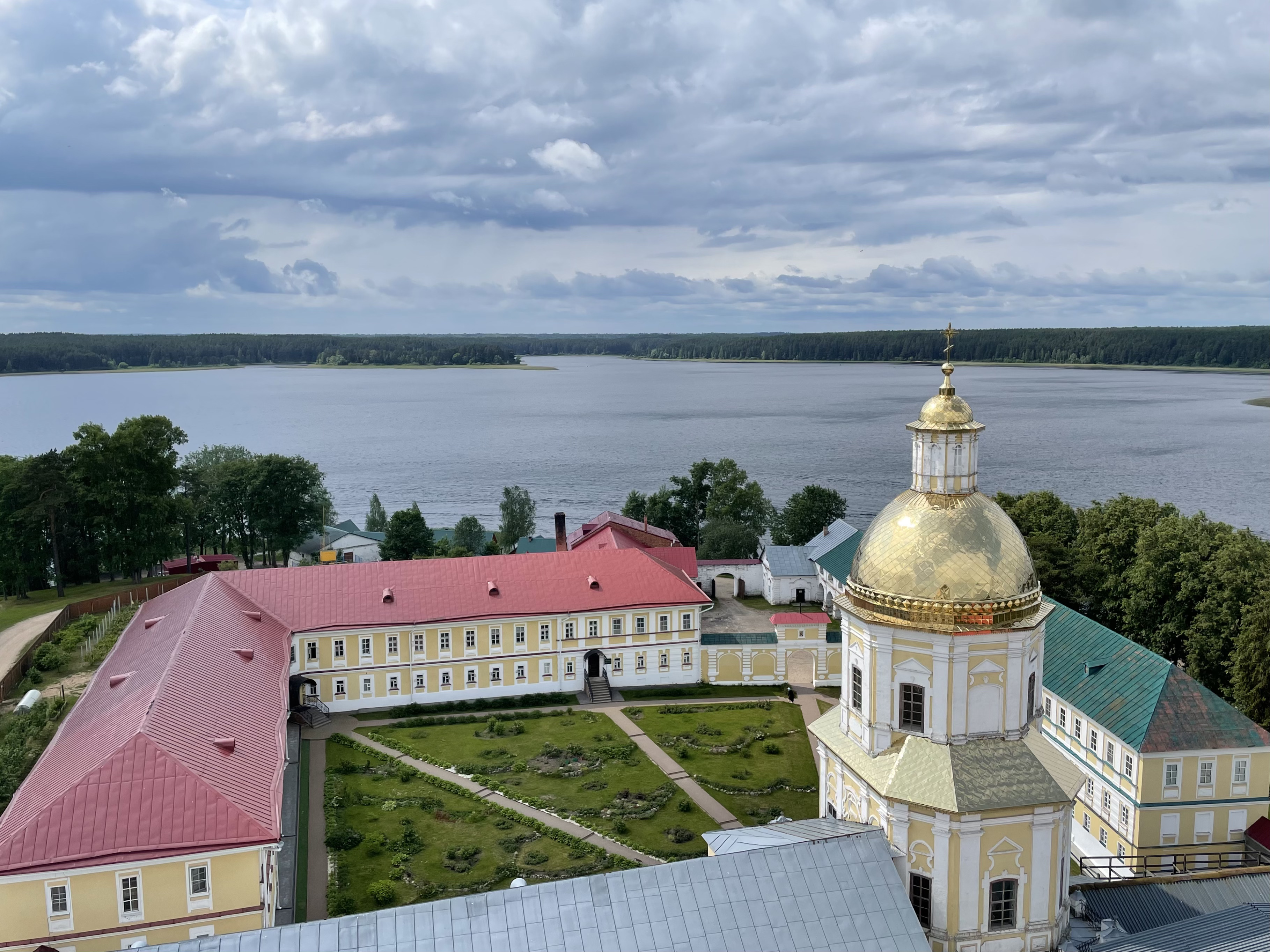
Вид на корпуса Гостиного двора и церковь Петра и Павла с колокольни Ниловой пустыни
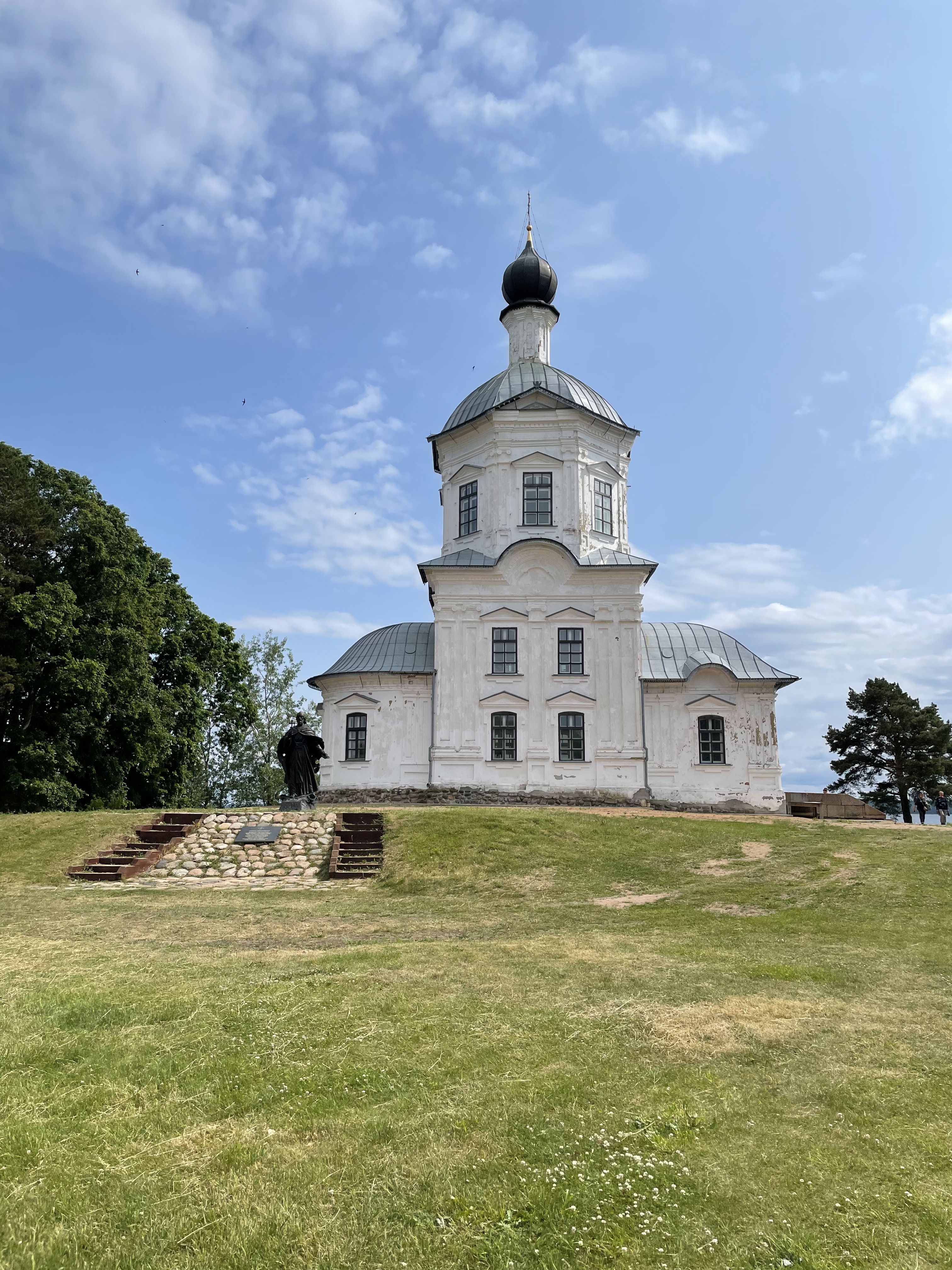
Церковь воздвижения честного креста Господня в Ниловой пустыни
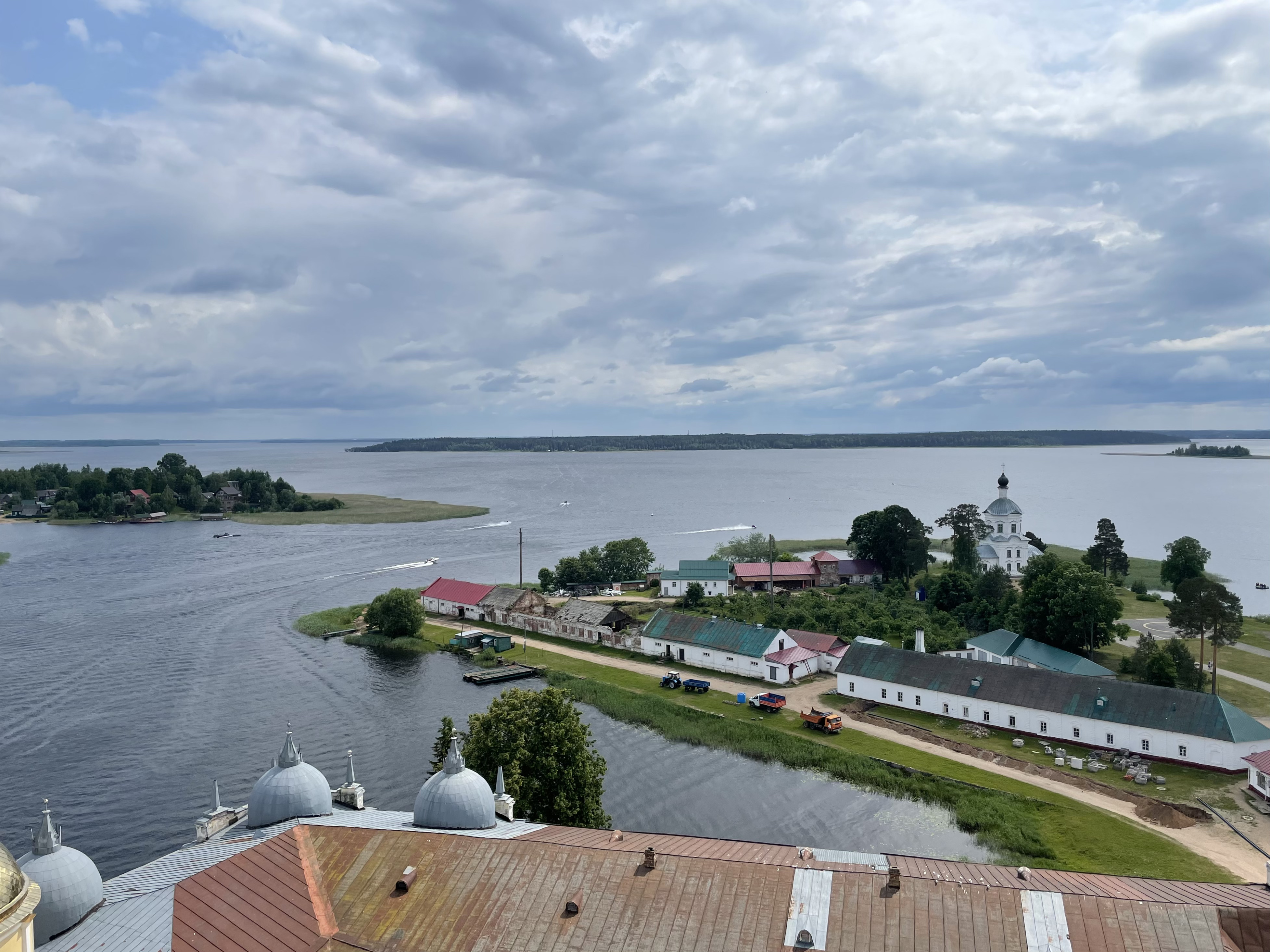
Вид на церковь воздвижения честного креста Господня с колокольни Ниловой пустыни